# Svatý rok 1983
Svatý rok 1983 známý také jako Jubileum vykoupení je mimořádné jubileum, které slavil papež Jan Pavel II. v roce 1983. Jedná se o druhé Jubileum vykoupení, které se vztahuje k výročí Ježíšova zmrtvýchvstání. První Jubileum vykoupení svolal a slavil v roce 1933 papež Pius XI. a je známé také pod názvem Svatý rok 1933. Jubileum vykoupení může mít svůj vzor ve středověkém Svatém roce 1423, kdy papež Martin V. vyhlásil mimořádné jubileum v návaznosti na Svatý rok 1390, aby se připomnělo 33 let pozemského života Ježíše Krista.

## Řádné a mimořádné Svaté roky
Hlavní článek: Svatý rok
Viz též: Svatý rok 1933, Svatý rok 2033 a Mimořádná jubilea katolické církve
Svatý rok slavený v roce 1975 byl „řádný“ Svatý rok. Počínaje rokem 1300 se při „kulatých“ letopočtech slaví řádný Svatý rok. Kromě nich však papežové mnohokrát vyhlásili „mimořádný“ Svatý rok, ať už pro celou církev, nebo jen pro některou zemi. Takový místní Svatý rok existuje např. ve Španělsku v Compostele, nad hrobem apoštola sv. Jakuba, když jeho svátek připadá na neděli. Dále v Lyonu, když svátek sv. Jiří připadne na Velký pátek, to připadne Boží hod svatodušní na svatého Antonína a Boží Tělo na sv. Jana Křtitele (je to nejzazší možné datum Velikonoc). Konečně mívali mimořádný Svatý rok i v Einsiedelnu ve Švýcarsku, když svátek Povýšení svatého Kříže padl na neděli.
Řada papežů vyhlásila mimořádný Svatý rok ke svému zvolení. Např. Lev X. roku 1518, aby duchovně pomohl Polákům, tísněným Turky. Nebezpečí před Turky bylo pohnutkou Milostivého léta několikrát, např. roku 1566, 1571 a 1663. Pavel III. chtěl tak roku 1545 vyprosit smír s protestanty a Boží pomoc pro právě svolaný Tridentský sněm. Podobně učinil Pius IX. před Prvním vatikánským koncilem roku 1869. Jeho nástupce Lev XIII. vyhlásil několik Milostivých let: 1881 na smír za urážky učiněné církvi a Svatému stolci – jsme po obsazení papežského státu a Říma italskými vojsky, kdy se papež stal „vatikánským vězněm“; roku 1896 pro Francii k 1400. výročí křtu krále Chlodvíka; sv. Pius X. roku 1904 k 50. výročí prohlášení neposkvrněného početí za článek víry, roku 1913 k 1600. výročí Ediktu milánského, jímž císař Konstantin dal křesťanům svobodu. Tyto mimořádné Svaté roky ovšem byly často časově omezeny, netrvaly celý rok, neotevíraly se během nich Svaté brány římských bazilik a v podstatě šlo pouze o možnost získání jubilejních plnomocných odpustků věřícími za stanovených podmínek spojených s poutí na ona místa v určené době.
Ve 20. století byla už dvě mimořádná jubilea; obě vyhlášená papežem Piem XI. – první k padesátinám jeho kněžství roku 1929 a druhé, slavné, roku 1933 na památku 1900 let, jež podle zbožné tradice uplynuly od vykupitelské smrti Kristovy.
Po krátkém, 33denním pontifikátu Jana Pavla I., který byl zvolen papežem po smrti Pavla VI. 3. září roku 1978, se stal 16. října téhož roku Karol Wojtyła prvním slovanským papežem v dějinách církve. Jeho přímá výzva k vládcům světa, aby „otevřeli brány Kristu“, pronesená během homilie při jeho slavnostním uvedení do úřadu 22. října, kdy už jako v případě jeho předchůdce nebyl korunován papežskou tiarou, ohromila svět. Převzal od Pavla VI. vzácné dědictví: církev nerozdělenou vnitřním rozkolem, a tu měl vést do třetího tisíciletí. Situace se také aspoň v Itálii značně uklidnila. Dařilo se veřejným orgánům potlačovat marxisticky inspirovaný terorismus. Jan Pavel II. nemohl ovšem tehdy přepokládat tak radikální změny ve světě, k nimž tak dramaticky došlo až později během jeho pontifikátu. Už v projevech Pavla VI. se však občas zableskla myšlenka o novém nastávajícím jaru církve.

## Vyhlášení a obsah

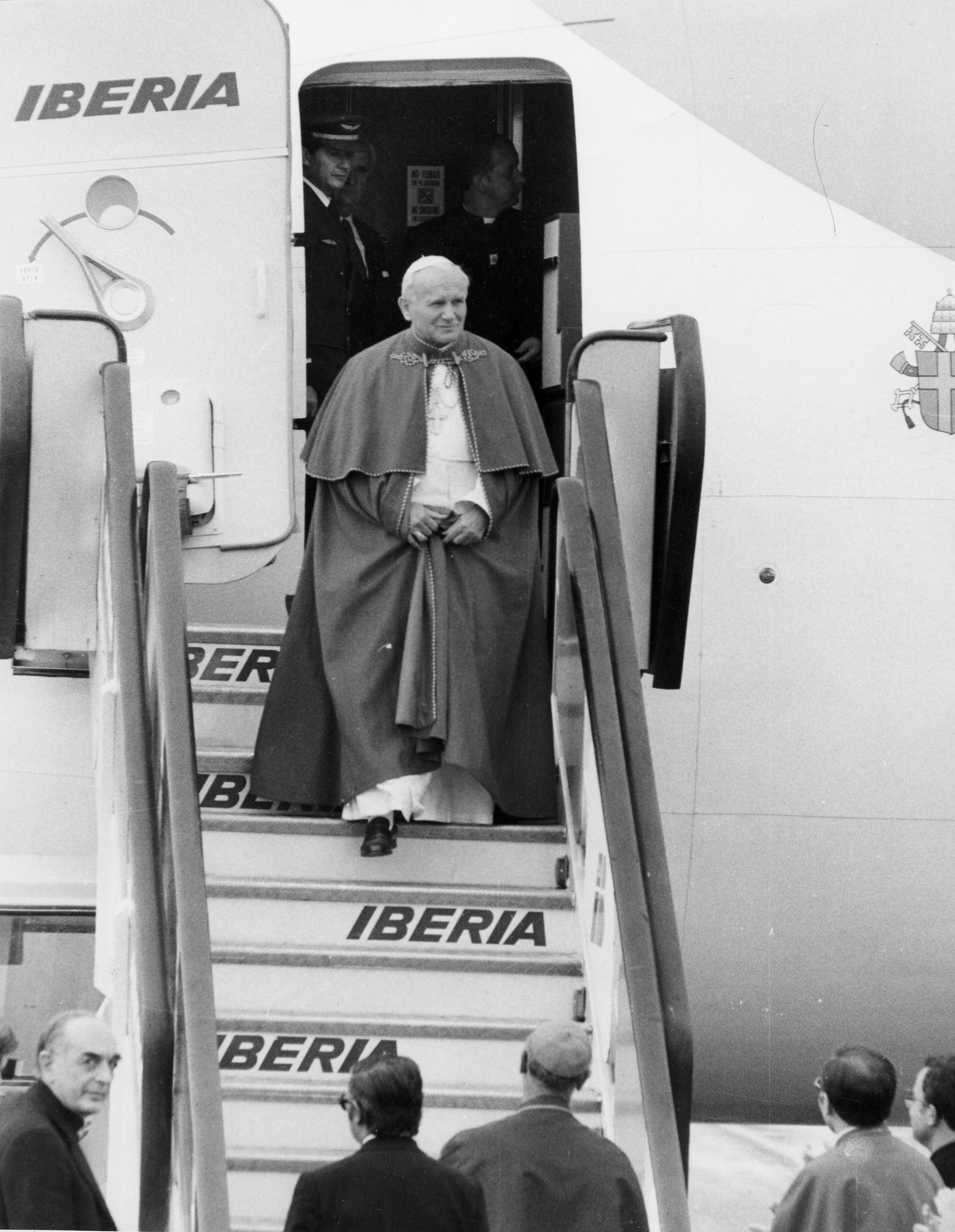
Jan Pavel II. vystupující z letadla společnosti Iberia při návštěvě Španělska v roce 1982. V tomto roce objasnil význam Milostivého léta 1983

V roce 1983 mělo podle zbožné tradice uplynout od Kristovy smrti 1950 let. Toto výročí bylo Janu Pavlu II. příležitostí, aby upozornil nejen křesťany, ale celé lidstvo, že je vykoupil Kristus, na jeho ústřední postavení v dějinách světa, a aby znovu mohl opakovat svou výzvu: „Otevřte brány Kristu!“, jak ji rozvedl i ve svém okružním  listu Vykupitel světa. Jinými, snad přístupnějšími slovy to vyjádřil v encyklice Bohatý milosrdenstvím. Týmiž slovy také začíná jeho slavnostní list, datovaný 6. ledna 1983, jímž vyhlašoval Milostivé léto. Kdo jednou přijal pravdu, slovo tak drahé Janu Pavlu II., stane se jejím hlasatelem a budovatelem spravedlnosti. „Smíření s Bohem, když je člověk upřímně přijme,“ řekl arcibiskup Jozef Tomko, když bulu uváděl novinářům, „odstraní pravý kořen mravních zlořádů, které trápí a rozdělují lidstvo a které vyvolávají napětí v rodinách, ve světě práce, v politice, mezi národy a bloky národů.“ Mělo tehdy uplynout dvacet let od Druhého vatikánského koncilu a blížilo se i třetí tisíciletí křesťanských dějin. Jan Pavel II. se tedy rozhodl podle svého vzoru Pia XI. vyhlásit mimořádný Svatý rok, který měl být zahájen v roce 1983.
V listě, jímž Milostivé léto vyhlásil, Jan Pavel II. též podal několik zásadních pokynů, jak je slavit. Protože se mělo konat současně v Římě a v celém světě, ponechal na místních biskupech stanovení místních podmínek. Oni také 25. března nebo v následující den je měli zahájit, jako on je měl zahájit u Svatého Petra v Římě otevřením Svaté brány. Věřícím měla být poskytnuta možnost získat „jubilejní plnomocné odpustky“ v rámci společné pobožnosti uspořádané za tímto účelem v katedrále nebo ve farním kostele. Mohlo to být během mše svaté, např. s formulářem „za usmíření“, „za odpuštění hříchů“, „za větší svornost“, nebo ke cti Svatého kříže, Nejsvětější krve, nebo při bohoslužbě slova, po níž by následovala osobní zpověď, udělování křtu, biřmování, svátosti nemocných v rámci mše svaté, nebo konečně během křížové cesty. Vždy měla být do této pobožnosti vřazena modlitba na úmysly Sv. Otce, „zvláště aby vykoupení mohlo být hlásáno všem národům a aby všude ti, kdo věří v Krista Vykupitele, mohli svobodně vyznávat svou víru“, a měl být tento zbožný úkon provázen nějakým skutkem tělesného nebo křesťanského milosrdenství, a konečně měla být ponechána chvilka mlčení pro soukromou rozjímavou modlitbu.

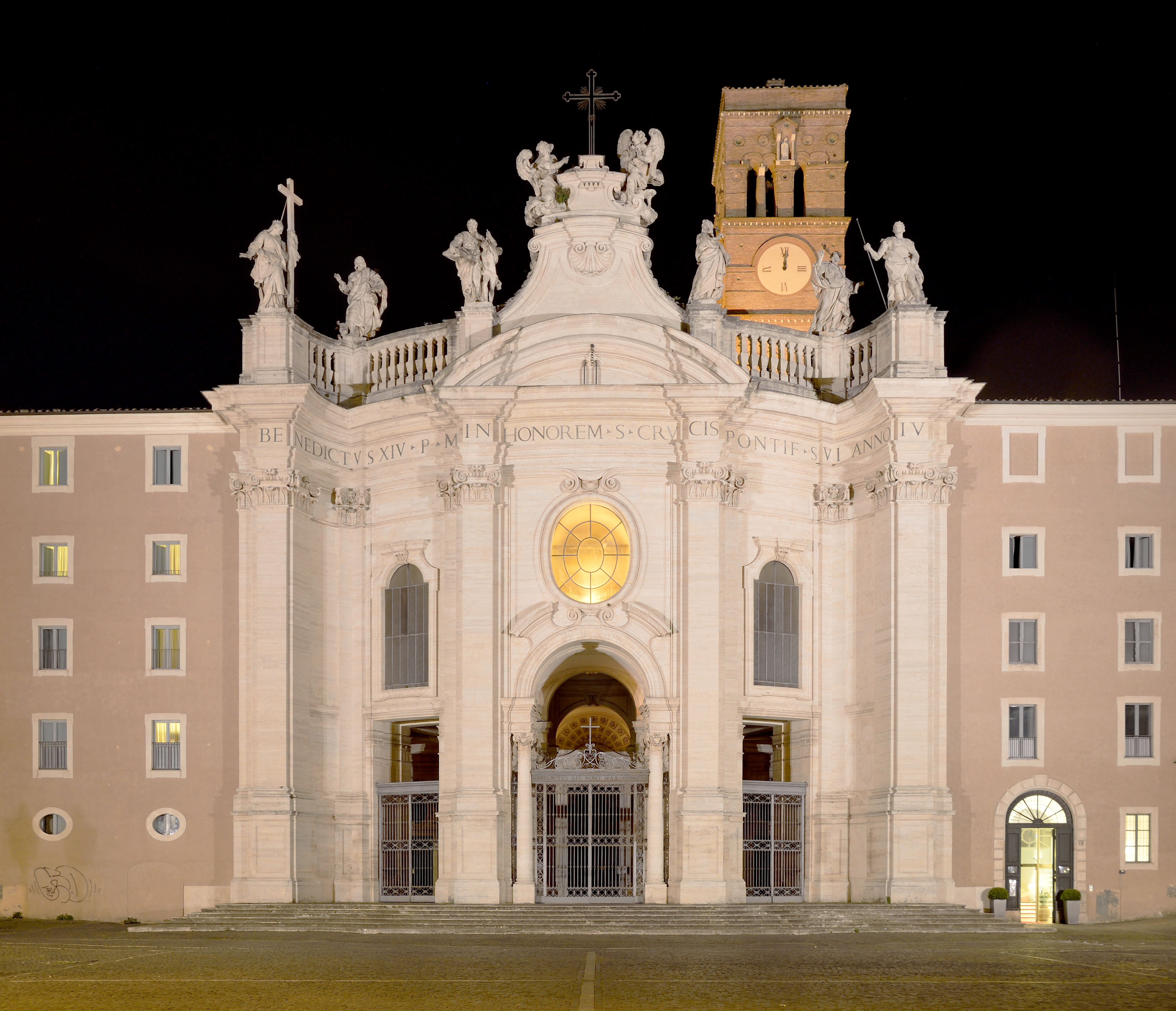
Římská bazilika Svatého Kříže v Jeruzalémě, kde bylo možné, kromě čtyř patriarchálních bazilik, získat jubilejní odpustky

V Římě stačilo k získání jubilejních odpustků navštívit jednu ze 4 hlavních patriarchálních bazilik, nebo též baziliku Svatého kříže Jeruzalémského, v níž jsou uchovávány ostatky nástrojů umučení Páně a největší ostatek Svatého Kříže, nebo některé katakomby. Při výběru místa k získání odpustků má být brán zřetel, kromě potřeb věřících, „též na to, aby se pokud možno zachoval smysl a cíl pouti, která svou symbolikou vyjadřuje potřebu, hledání a někdy i svatý neklid duše toužící navázat, anebo znovu obnovit svazek lásky s Bohem Otcem, s Bohem Synem, Vykupitelem člověka, a s Duchem svatým.“
Neměli být zapomenuti ani nemocní; všichni mohli získat plnomocné odpustky ve svém farním kostele, a jestli jim ani tato návště- va nebyla možná, „postačí, připojí-li se k pobožnosti, kterou pro nabytí odpustků konají jejich rodinní příslušníci či členové jejich farnosti, a obětují-li Bohu své modlitby a utrpení. Podobné úlevy se poskytují i těm, kdo žijí v domovech důchodců, a vězňům.“

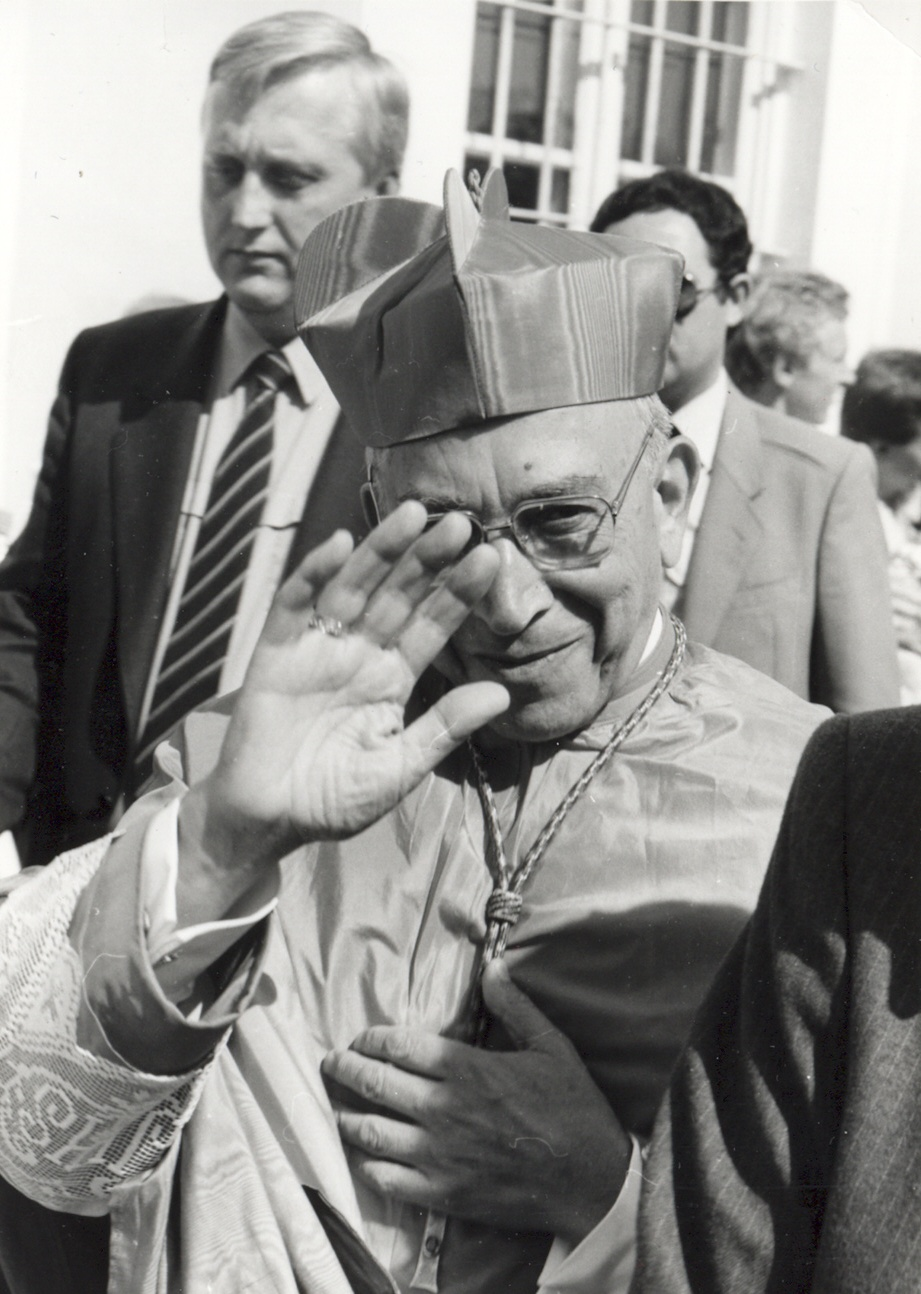
Agostino Casaroli 5. 7. 1985 na Velehradě

### Situace v Československu
Hlavní článek: Pronásledování katolické církve v Československu
Zatímco se celý katolický svět připravoval na slavení Svatého roku spásy, pronásledování církve v Československu se v oné době natolik přiostřilo, že nebylo možno pomýšlet na nějakou čestnou dohodu se státem. Proto vatikánský státní sekretář kardinál Agostino Casaroli poslal 14. února 1983 list tamním biskupům, v němž je ujistil, že Svatý stolec je ochoten jednat s vládami o míru a o zlepšení vzájemné spolupráce. Hned však dodal základní podmínky takového jednání:
„Opravdový mír mezi národy nadto vyžaduje, aby byla respektována lidská práva a jejich základní svobody. Mezi nimi zaujímá přední místo svoboda svědomí a vyznání, kterou Svatý stolec vždy hájí; a to též tím, že uzavírá smlouvy, jimiž se zaručuje katolickým občanům právo svobodně vyznávat svou víru a konat obřady, ať už veřejně, nebo soukromě.“

### OhlášeníSvatého roku
Dne 20. února byla čtena ve všech čtyřech bazilikách bula, kterou byl ohlášen Svatý rok. Tím byl dán bazilikám pokyn, aby se připravily na jeho slavení a na otevření Svaté brány, symbolu nového přístupu k Božímu milosrdenství. O poutníky, kteří přijdou do Říma, se měl starat orgán „Pouť k Petrovu stolci“, který byl reorganizován na papežskou komisi: byl jmenován její předseda, právní zástupce, členové správní rady a 11 poradců. Péčí Ústředního výboru Svatého roku byla vydána „Kniha poutníka“, která obsahovala stručné poučení o duchovním významu Svatého roku, texty liturgických zpěvů, modliteb a pokyny pro získání jubilejních odpustků. Vatikánské pošty vydaly dvě série známek na námět Svatého roku: Ukřižovaní Krista, Vzkříšeného Krista, papeže, jak otevírá náruč Božímu lidu, a holubici Ducha svatého se Svatou branou.
Během generální audience na Popeleční středu 16. února promluvil Jan Pavel II. k poutníkům o významu blížícího se Svatého roku a závěrem pravil: „Ke Kristu, našemu Spasiteli, chceme vzhlížet během této postní doby s obnovenou vírou a láskou. Bude to nejlepší způsob, jak se připravit na slavení Milostivého léta. Celou svou na- ději upněte k milosti – říkám vám se svatým Petrem: „Víte přece, že jste z prázdnoty svého způsobu života, jak jste jej přejali od otců, nebyli vykoupeni pomíjivými věcmi, jako jsou stříbro a zlato, nýbrž převzácnou krví Kristovou...“  V tom spočívá nejhlubší význam jubilea: zve nás, abychom byli spojeni s Kristem jako „živá, svatá, bohumilá oběť“.

## OtevřeníSvatých bran
Několik dní před otevřením byly Svaté brány „odbourány“ a konalo se jejich úřední šetření: byly otevřeny skříňky s dokumenty z posledního Svatého roku 1975 a uloženy ve vatikánském archivu. Cihly byly buď vráceny jejich tehdejším dárcům, nebo volně dány věřícím, kteří o ně požádali. Svatou bránu v bazilice svatého Petra papež Jan Pavel II. slavnostně otevřel 25. března na slavnost Zvěstování a vtělení Páně v odpoledních hodinách.

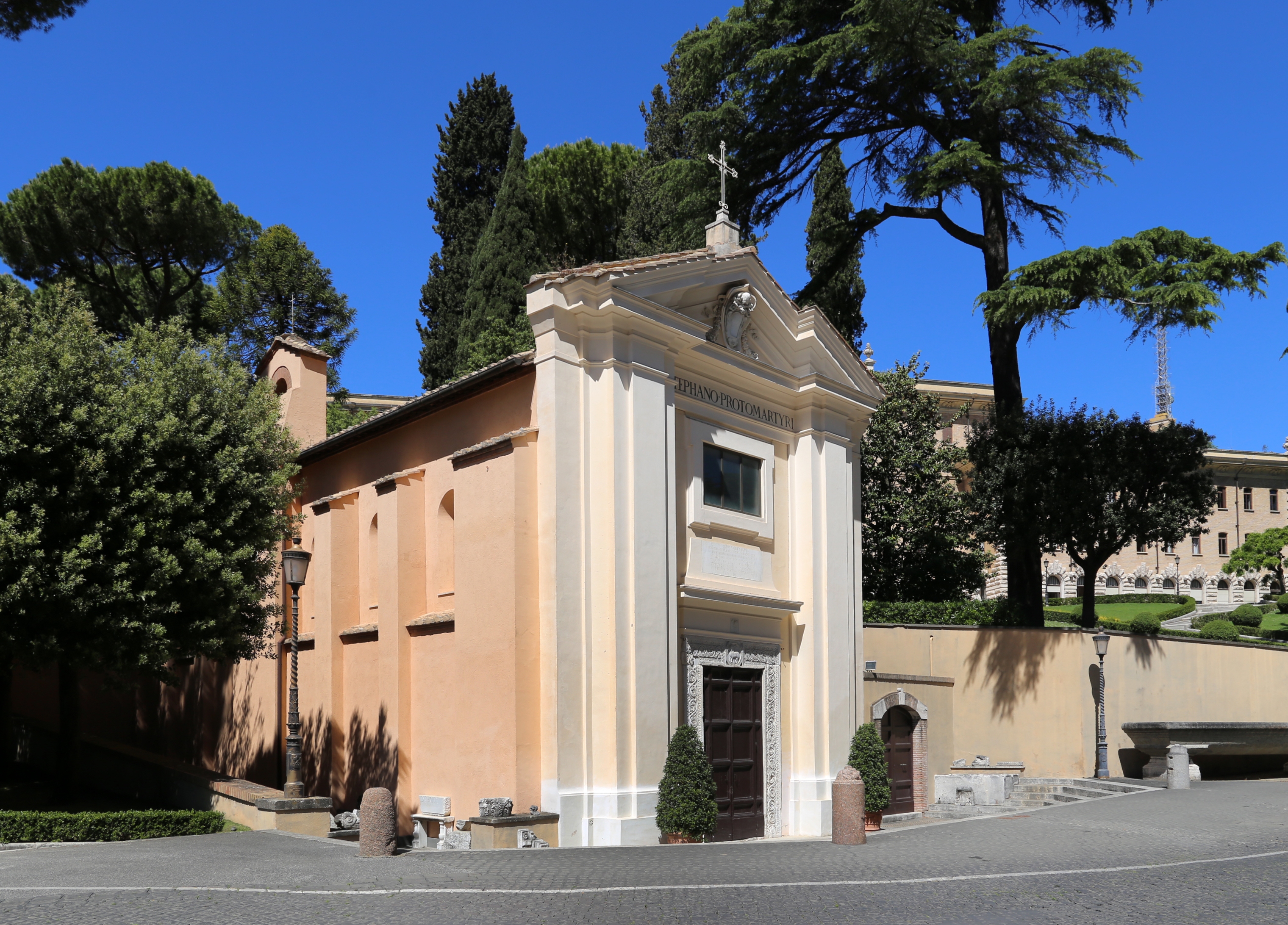
Kostel sv. Štěpána je nejstarší stojící svatyně Vatikánu a zároveň národní kostel Etiopie, dříve Habeš

Obřady začaly kajícím procesím od národního kostela Habešanů sv. Štěpána ve vatikánských zahradách. V jeho čele neslo velký kříž s ostatkem Kristova svatého kříže střídavě 40 mladých mužů a dívek z Mezinárodního mládežnického střediska sv. Vavřince. V předsíni baziliky, před Svatou bránou zazděnou o Vánocích roku 1975 na závěr posledního Svatého roku, se průvod zastavil. „Otevřte mi brány spravedlnosti,“ začal Jan Pavel II. Přistupující odpověděli: „Chci vstoupit, abych vzdal díky Pánu.“ – „Toto je brána Páně. – Budou jí vstupovat spravedliví. – Vstoupím do tvého domu, Pane. – Padnu na zem a budu tě velebit ve tvém svatém chrámu.“ Nato třikrát zaklepal stříbrným pozlaceným kladívkem, kterého užil při otevření Svaté brány roku 1933 papež Pius XI., a brána se otevřela směrem do baziliky. Jan Pavel II. políbil její veřeje, poklekl na jejím prahu ke krátké modlitbě a vstoupil jako první poutník. Po něm vešli do baziliky Svatou branou i přisluhující a byl do ní vnesen velký kříž, který měl zůstat v bazilice až do konce Svatého roku.
Následovala mše svatá u papežského oltáře; v kázání Svatý Otec mluvil o svátku Zvěstování a vtělení Páně, jímž začalo dílo vykoupení, dokonané smrtí na kříži a vzkříšením, a pak o symbolice otevřené brány, vybízející nás k otevření se milosti vykoupení vnitřním obrácením, smířením a pokáním: „Hle, otevírá se brána mimořádného Milostivého léta a vstupujeme do baziliky svatého Petra. Je to symbol. Vstupujeme nejen do této ctihodné římské baziliky. Vstupujeme také do přesvatých prostor církve – do prostor milosti a spásy, jež církev stále čerpá z tajemství vykoupení. Čerpá je vždy a bez přestání. V tomto roce, který dnes začíná, kéž celá církev si je zvlášť vědoma, že vykoupení v ní trvá jako dar jejího božského Snoubence.“
Celé obřady byly vysílány „mondovizí“ (do celého světa), režii měl známý filmový režisér – autor mj. filmu „Život Kristův“ – Franco Zeffirelli. Podle odhadů sledovalo vysílání na miliardu lidí.

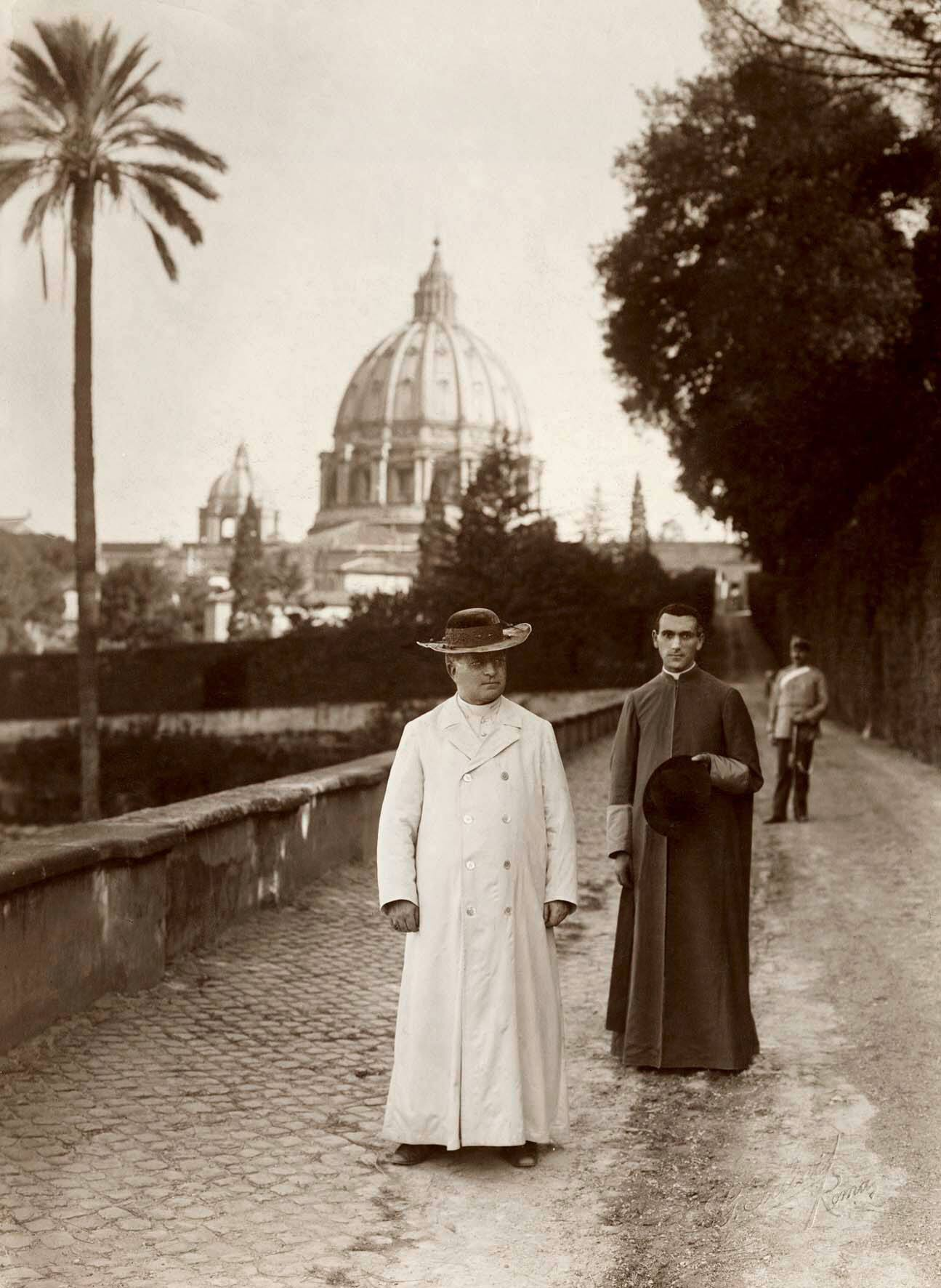
Papež Pius XI. s monsignorem Carlem Confalonierim v období kolem Svatého roku 1925

Už den nato časně ráno stála před Svatou branou dlouhá fronta; jedním z prvních, kdo jí prošli, byl slavný cyklistický závodník Gino Bartalli. 26. března byly otevřeny Svaté brány také u ostatních římských hlavních „patriarchálních“ bazilik: sv. Jana v Lateráně, sv. Pavla Za hradbami, a P. Marie Sněžné – zde končil obřady její arcikněz, svědek Milostivého léta 1933, téměř devadesátiletý kardinál Confalonieri, který byl tehdy sekretářem Pia XI. K otevření brány použil stříbrného kladívka s ebonitovým držátkem, daru to španělského krále Juana Carlose, „čestného prvokanovníka“ od dob krále Filipa IV., který na ozdobu stropu baziliky daroval první zlato přivezené objevíteli z Peru. Znovu bylo vidět zástupy kajícníků, kteří před vstupem Svatou branou do bazilik klečeli pohroužení v modlitbě na stupních a pak líbali jejich veřeje.

## Svatý rokve světě

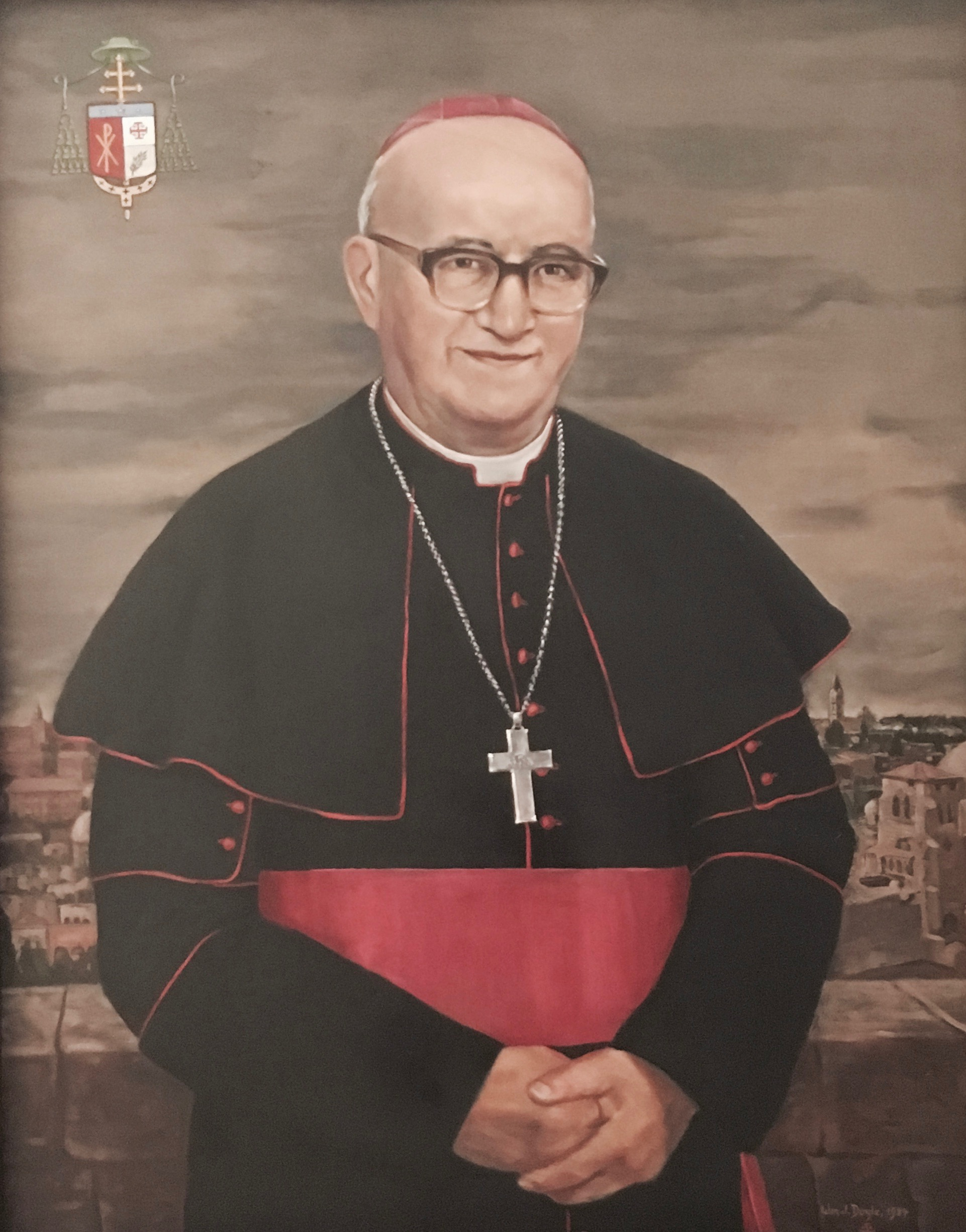
Patriarcha Beltritti

Svatý rok byl současně jako v Římě nebo následující dny zahájen také ve světě. V Nazaretě jej zahájil z pověření Sv. Otce latinský patriarcha Beltriti v bazilice Zvěstování v Nazaretě. V Lurdech se slavnost zahájení Svatého roku konala v podzemní bazilice sv. Pia X. Na ten den připadlo 125. výročí jednoho ze zjevení sv. Bernadettě Soubirousové. V Miláně byl po celý Svatý rok vystaven také velký kříž, který sv. Karel Boromejský nesl ulicemi města při kajícím průvodu za odvrácení morové pohromy roku 1576, popsané Manzonim v jeho Snoubencích.

### V komunistickém Československu
Na 6 tisíc věřících se shromáždilo v Praze v katedrále sv. Víta, když arcibiskup kardinál Tomášek slavnou bohoslužbou zahajoval Svatý rok 25. března. Věřící už před začátkem zpívali hymnus: „Kristus vítězí, kraluje, vládne všem.“ V kázání kardinál Tomášek mj. vybízel k neochvějné věrnosti Kristovu náměstku a k jednotě církve.
V červnu Katolické noviny uveřejnily úryvky pastýřského listu pražského kardinála Tomáška pro dobu prázdnin: dobu volna v přírodě mají víc prožívat u vědomí přítomnosti Boží a při toulkách a výletech vyhledávat ta posvátná místa, jejichž návštěvou lze získat plnomocné odpustky Svatého roku.
V královéhradecké diecézi bylo možno získat plnomocné odpustky jubilejního roku vykoupení každou návštěvou katedrály a kostelů svaté Barbory v Kutné Hoře, Nejsvětější Trojice v Novém Městě nad Metují; a pak návštěvou poutních míst o poutních slavnostech, jako v Králíkách, v Želivě a Bystré u Poličky.

#### Svatovojtěšské jubileum

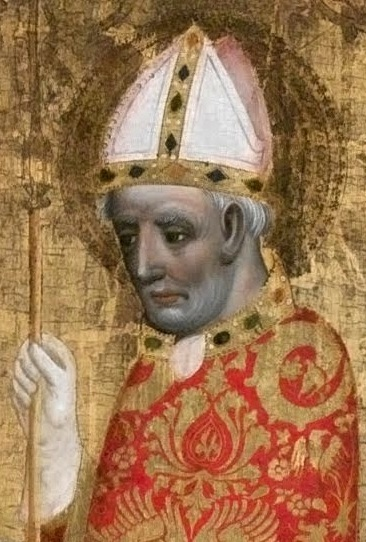
Svatý Vojtěch byl na biskupa vysvěcen ve Veroně mohučským arcibiskupem Willigisem 29. června 983 (detail Votivního obrazu Jana Očka z Vlašimi)

Dne 2. dubna poslal Jan Pavel II. apoštolský list veronskému biskupovi, neboť tam se konala 16. dubna vzpomínka na 1000. vysvěcení sv. Vojtěcha na biskupa ve Veroně, k němuž došlo 29. června 983.
V listu papež píše:„Podléháme-li pokušení zříci se křesťanství ve prospěch ideologií tohoto světa a myslíme-li si, že jsou pokročilejší a účinnější, pak ve skutečnosti nepostupujeme vpřed, nýbrž vracíme se zpět. Toto by nás měly naučit evropské dějiny, z nichž vyplývá, že podlehnutí tomuto pokušení mělo spojitost s pohromami, jimiž byla Evropa postižena, když dospěla až k takovým formám barbarství, jaké neznali ani staří pohané.
Příklad svatého Vojtěcha a jiných velkých zakladatelů křesťanské Evropy nás povzbuzuje, abychom hledali a našli základ, na němž by se mohly setkat různé myšlenkové proudy a příčiny napětí, aby se tak odvrátily další tragédie, a hlavně aby se poskytla člověku, tj. jednotlivcům, kteří po rozličných stezkách putují do Otcova domu, možnost uvědomit si význam a účel vlastního života. Sv. Vojtěch je vzorem vzdělance, který se stal biskupem, hlasatelem evangelia a reformátorem a který též zemřel mučednickou smrtí pro Krista, protože mu zasvětil celý život. Překypoval milosrdenstvím vůči všem, ale byl také vždy připraven neochvějně hájit důstojnost a práva každého člověka proti útlaku a šikanování mocných. Je pro nás příkladem, jak máme usilovat též o opravdové usmíření mezi lidmi a křesťany.
... Kéž by dnešní generace přijaly, čemu učí velký pražský patron, podobně jako všichni světci, které vedl týž duch, počínaje svatým Benediktem, přes svaté Cyrila a Metoděje! Kéž by v nich nalezly měřítka a učitele nové naděje a nové budoucnosti pro křesťanskou Evropu a jejím prostřednictvím i pro celý svět, aby se v něm plně respektovala důstojnost člověka stvořeného k Božímu obrazu!“

## Pouti a audience
Generální audience po dobu Svatého roku měly formu společné pobožnosti, při níž bylo možno získat jubilejní plnomocné odpustky. Začínaly se úkonem kajícnosti, následovala dvě čtení, řeč papežova, vyznání víry, modlitba věřících s přímluvami a na závěr bylo uděleno papežské požehnání. Při první takové audienci Sv. Otec mluvil o tajemství bolesti, pak o velikonoční radosti a o smyslu vykoupení a nutnosti přijmout je. Každý pátek odpoledne se konala na náměstí Svatého Petra pobožnost křížové cesty. Začínala na pódiu před vchodem do baziliky, pokračovala podél stěn budov přilehlých k bazilice, na nichž jsou připevněny obrazy od různých umělců znázorňující „zastavení“, kolem obelisku – v němž je ostatek svatého Kříže – a končila zase před hlavním vchodem. Obrazy křížové cesty byly umístěny také v kryptě baziliky. Začínají u hrobu papeže Jana Pavla I. Obrazy jsou od italského umělce Tomáše Gismondiho – od něho je také výzdoba „Evropské kaple“ v kryptách, zasvěcené sv. Benediktu a Cyrilu a Metoději.

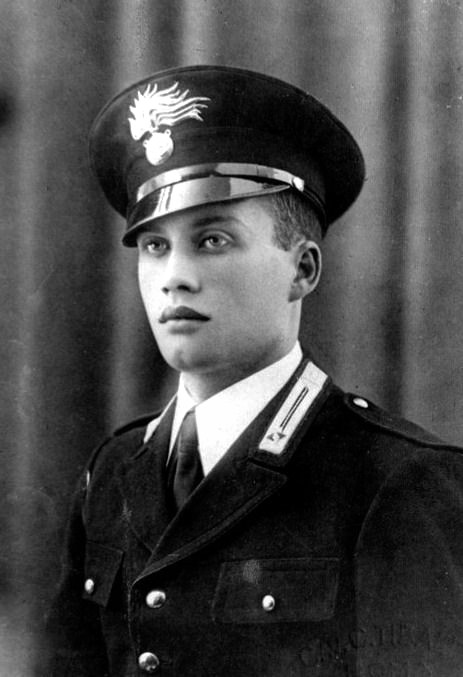
Salvo D'Acquisto (1920–1943), za II. sv. války příslušník karabiniérů, který se obětoval za 22 civilistů, kteří měli být nacisty popraveni.

V sobotu odpoledne měli poutníci možnost zúčastnit se společného růžence v procesí od Svaté brány a zpět k ní. Modlitbě byl dán zvláštní lesk v měsících květnu a říjnu. Modlitbu růžence, kterou se Svatý Otec každou první sobotu v měsíci modlí před mikrofony Vatikánského rozhlasu, recitoval po dobu Svatého roku veřejně s věřícími z balkónu nádvoří svatého Damasa uvnitř Vatikánu.
Hned na počátku Svatého roku navštívil Jan Pavel II. jako první papež kasárny italského vojska. Na cvičišti školy aspirantů karabiniérů sloužil pro ně mši svatou a v kázání vyzvedl ctnosti jim vlastní – obětavost, vědomí povinnosti a lásku k vlasti (poddůstojník Salvo D'Acquisto šel v posledních dnech války dobrovolně na popraviště, aby zachránil zajatá rukojmí) – a vzpomněl četných obětí z jejich řad v boji proti teroristům. Syn jednoho z obětí, generála Galvaligiho, zastřeleného cestou z Te Deum 31. prosince 1980, se při mši svaté modlil „Modlitbu karabiniéra“. 14. dubna si vykonali společnou pouť do baziliky sv. Petra k získání odpustků italští biskupové v rámci svého plenárního zasedání. Vrchol tvořila koncelebrovaná mše svatá s Janem Pavlem II. Svou cestou do Milána ve dnech 20.-– 22. května Jan Pavel II. zakončil Italský národní eucharistický kongres. 29. května udělil svátost biřmování 298 osobám z 13 různých zemí. Byli mezi nimi i dva sourozenci, čeští uprchlíci.
Na svátek Božího těla 2. června Svatý Otec sloužil mši svatou na prostranství před bazilikou sv. Jana v Lateráně a pak nesl Nejsvětější Svátost v eucharistickém průvodu do baziliky Panny Marie Sněžné.

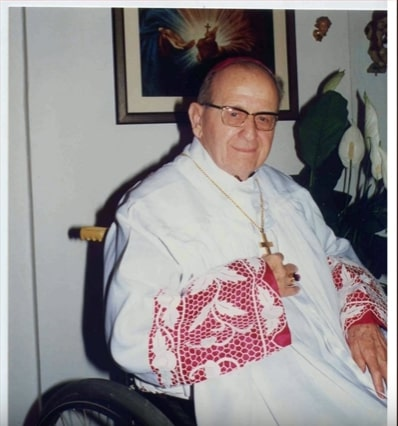
Arcibiskup Giovanni Enrico Boccella, který se účastnil pouti pro nemocné na kolečkovém křesle

Zvlášť dojemná byla 5. června mše svatá, kterou Svatý Otec sloužil pro nemocné na Svatopetrském náměstí. Bylo jich tam shromážděno na lehátkách a vozíčcích několik set. Se Sv. Otcem koncelebroval titulární arcibiskup Boccella, kterému byly před lety amputovány obě nohy, a dalších 11 těžce nemocných kněží, dva slepí; koncelebrantům a dalším asi stu nemocných Sv. Otec při mši svaté udělil svátost pomazání nemocných. Každého z nemocných ještě po mši svaté osobně pozdravil.

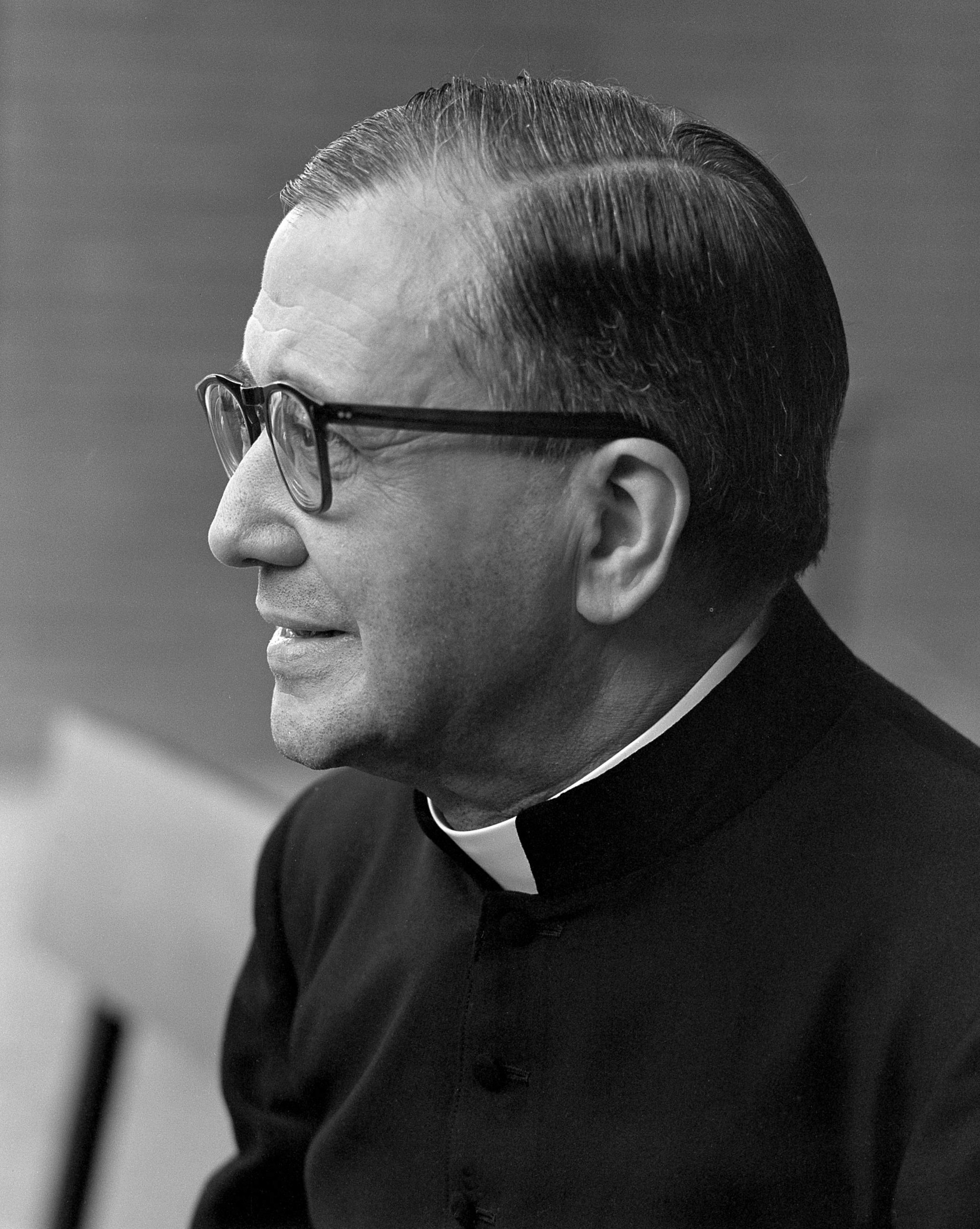
Sv. Josemaría Escrivá (1902–1975), zakladatel Opus Dei

12. června posvětil na kněze 74 jáhnů z 20 národností, 37 z nich patřilo ke sdružení Opus Dei.

### Situace církve ve východním bloku
V polovině června navštívil Pavel II. Polsko. Biskup Žák ze Svatého Hypolita v Rakousku nedostal průjezdní vízum ČSSR, když chtěl jet autem do Polska, aby se tam setkal se Svatým Otcem. Šofér vizum dostal, kdežto biskup Žák a další kněz, který měl též jet, ne, a to ani na přímý zákrok rakouského ministerstva zahraničí. Po návratu do Říma v předvečer svátku sv. Petra a Pavla 28. června sloužil Jan Pavel II. mši svatou ve Svatopetrské bazilice, při níž mohli získat odpustky mimořádného Svatého roku všichni, kdo pracují v Římské kurii nebo v úřadech Města Vatikánu a Svatého stolce.
Svátek Nanebevzetí Panny Marie 15. srpna slavil Jan Pavel II. v Lurdech. Měl tam jet již v červenci 1981 na závěr světového eucharistického kongresu, ale pro atentát, jehož obětí se stal 13. května 1981, musel tehdy cestu odložit.

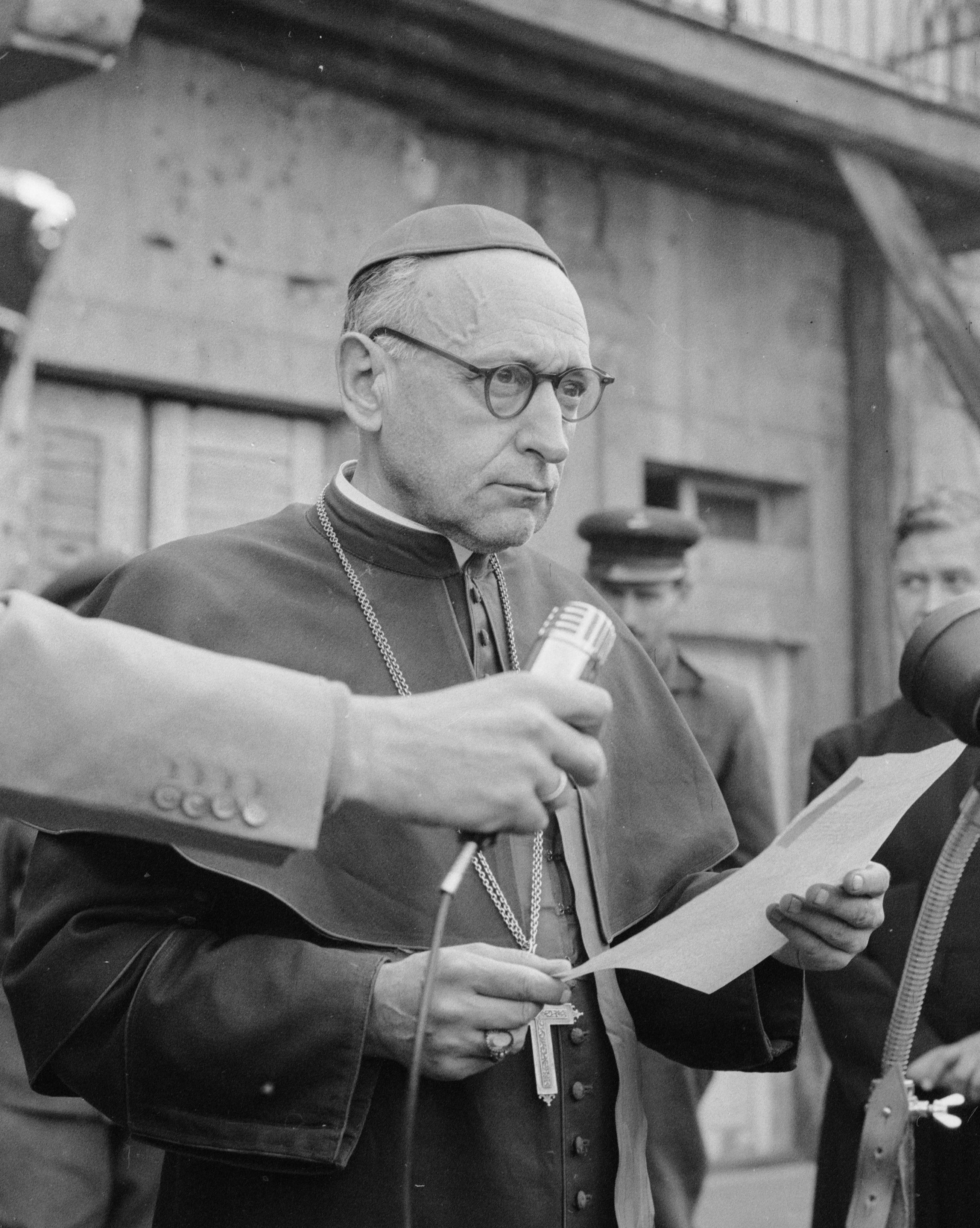
Kardinál József Mindszenty během proslovu 1. listopadu 1956

12. září 1683 zachránil Vídeň před Turky král Jan Sobieski. Svatý Otec ve Vídni po 200 letech celebroval mši svatou ve Svatoštěpánském dómu, pak odjel na poutní místo do Mariazell, kde se v mariánské bazilice zastavil u hrobu kardinála Mindszentyho, který byl politickým vězněm nacismu a komunismu, v letech komunistického režimu se stal symbolem maďarského odporu vůči komunistickému zřízení. Zemřel v roce 1975 v exilu v Rakousku a pohřben byl v maďarské kapli v klášteře Mariazell.
29. září začalo šesté zasedání biskupské synody. Zúčastnilo se jej 221 biskupů, zástupců biskupských konferencí, prefektů římských kongregací nebo jmenovaných papežem. Mezi pozvanými byl též ordinář prešovské diecéze řeckokatolické Ján Hirka, který však nedostal povolení k odjezdu. Sekretariát synodu požádal u velvyslance ČSSR v Itálii o intervenci u prezidenta Husáka, ale nadarmo, takže biskupy ČSSR zastupoval jen pražský arcibiskup kardinál Tomášek. Podobně nemohli přijet lotyšský kardinál Vaivods a litevský Povilonis. Přijeli zástupci biskupů Maďarska, Rumunska a Vietnamu. Milánský arcibiskup kardinál Martini vyzvedl téma synodu „Pokání a smíření v poslání církve“, úzce související s duchovní náplní Svatého roku. Synod skončil 30. října.

### Pastýřská služba Jana Pavla II.
Dne 2. října sloužil Jan Pavel II. mši svatou pro členy řeholních řádů a různých hnutí a společenství, které mají mariánskou spiritualitu nebo které mají jméno Panny Marie v názvu; byli též přítomni farníci ze 75 římských farností pojmenovaných po Panně Marii. V kázání Jan Pavel II. označil modlitbu růžence za zbraň proti nemocem, jimiž trpí dnešní společnost.
V rámci slavností k Svatému roku Jan Pavel II. přijal 9. října jménem církve manželský souhlas a slib věrnosti 38 manželských párů, 22 z nich bylo z Itálie, 9 z Německa, a u dvou jedna strana z Polska. Během mše svaté 23. října v bazilice sv. Pavla odevzdal Jan Pavel II. misionářský kříž novým 240 misionářům: kněžím, řeholním sestrám i laikům, kteří v nejbližších dnech odjedou na svá působiště za moře, především do zemí Latinské Ameriky – v proslovu měl zvláštní slova povzbuzení pro řadu manželských párů misionářů: jsou svědectvím, že dnes si laici jsou víc a víc vědomi svého úkolu v misijním poslání církve, v tomto pokojném boji, jehož cílem je osvobození od hříchu a od bloudění.
Vánoce Sv. Otce začaly jako jiná léta 16. prosince mší svatou pro univerzitní studenty a profesory, kteří připutovali do Říma. Bylo mezi nimi 38 rektorů evropských univerzit a na 400 univerzitních profesorů. Jí též zakončil Milostivé léto intelektuálů a kulturních pracovníků. V kázání, v duchu Svatého roku vykoupení, zdůraznil, že Kristova milosrdná, odpouštějící láska je silnější než jakýkoliv lidský hřích, než jakákoliv lidská slabost či zloba. Půlnoční mši svatou sloužil v kruhu poutníků ve Svatopetrské bazilice. Kázání bylo meditace nad tajemstvím narození Bohočlověka, které on jako římský biskup, ochránce onoho tajemství, i tento rok oznamuje světu s výzvou, aby je přijal. Po mši svaté zanesl do jesliček v kapitulní kapli sošku Jezulátka, vyřezanou z libanonského cedru a pocházející z Betléma; darovali mu ji poutníci z Palestiny při beatifikaci jejich krajanky sestry Marie od Ježíše Ukřižovaného. Ráno sloužil „pastýřskou“ mši svatou ve své soukromé kapli a před polednem třetí, zase u papežského oltáře v bazilice. Po ní z hlavního balkónu k věřícím shromážděném na náměstí a k stamilionům, kteří ho sledovali na televizi a v rozhlase, pronesl své vánoční poselství.

#### Setkání s Ali Ağcou
Podrobnější informace naleznete v článku: Atentát na Jana Pavla II. (1981)
27. prosince jel papež do římské věznice Rebibbia, aby tamějším 1 500 vězňům přinesl vánoční poselství naděje a radosti. Největší ohlas vzbudilo papežovo setkání s Turkem Ali Ağcou, který 13. května 1981 vážně ohrozil jeho život. Soukromý rozhovor, zcela bez svědků, trval 25 minut. Celým světem šly fotografie, na nichž se napřed nervózní napjatá tvář Aliho setkává s očima Jana Pavla II., jak si podávají ruce, usedají vedle sebe na židlích a spolu mluví. O čem? „To je tajemství, které zůstává mezi námi a které musím respektovat,“ řekl Jan Pavel II. novinářům. Nakonec se Turkova tvář rozplývá k úsměvu a s radostí ukazuje růženec, který dostal na památku. Kdežto pro věřící gesto vhodně zapadalo do Svatého roku vykoupení, bylo v duchu Krista, který také odpustil a modlil se za své pronásledovatele a vrahy, ti, kdo nevěří, papeže nechápali. Pražské Rudé právo nazvalo papežovo gesto „trapnou komedií“, zvláště protože papež odmítl říci, o čem se svým vrahem mluvil.

### Papežův program od začátku roku 1984
- Do Říma se vrátil papež z Castel Gandolfo, kam odjel na tři dny odpočinku, 31. prosince 1983, aby v kruhu Římanů v jezuitském kostele Il Gesù poděkoval Pánu za rok 1983 a s nimi přehlédl hlavní jeho události. V římské diecézi ohlásil, že péčí diecéze začne za několik dní „stůl chudých“, kde chudí bez přístřeší a vyděděnci mohou dostat teplý oběd.[39]

- 6. ledna 1984 jako v minulých letech udělil biskupské svěcení devíti nově jmenovaným biskupům a pak v neděli, na svátek Křtu Páně, svátost křtu 27 dětem z Itálie i jiných zemí.[39]

- 27. ledna bylo na programu Milostivé léto novinářů u příležitosti svátku sv. Františka Saleského.[39]

- 2. února na svátek Obětování Páně se konalo tradiční Milostivé léto řeholníků a řeholnic. Řeholníci a řeholní sestry – na 30 000 jich přišlo do baziliky sv. Petra, aby před Janem Pavlem II. obnovili své řeholní sliby, a ten je povzbudil, aby do světa nesli světlo příkladu svého života modlitby a odříkání, představované svící zažehnutou od svíce papežovy.[39]

- 11. února, na svátek Panny Marie Lurdské, se kolem papeže shromáždili nemocní. Znovu je vyzval, aby svá utrpení obětovali za obrácení světa a za všechny, kdo trpí pronásledování pro víru nebo pro bolestné situace politické a sociální a kdo se stali obětí mravní zkázy, materialismu, požitkářství.[39]

- 14. února, na svátek sv. Cyrila a Metoděje,[p 1] si pozval Jan Pavel II. na mši svatou do své soukromé kaple alumny koleje Nepomucena[40] a studenty ze Slovenského ústavu sv. Cyrila a Metoděje spolu s arcibiskupem Tomkem,[13] biskupy Škarvadou[41] a Hrušovským[42] a české kněze žijící v Římě. V projevu zdůraznil, že svatí Cyril a Metoděj připravili pečlivě své kandidáty, vzali je s sebou do Říma, kde je dali vysvětit na kněze.

Týž den v rámci koncelebrované mše svaté se 100 kardinály a biskupy a 4 000 kněžími Svatý Otec jim připomněl jejich úkol smiřovat lidi s Bohem a navzájem se sjednocovat, budovat Kristovo tajemné tělo.
- 18. února Jan Pavel II. zavítal v bazilice S. Maria sopra Minerva mezi umělce, kde se slavil poprvé liturgický svátek blahoslaveného Fra Angelica, slavného malíře, dominikána (1400–1450), jemuž byla nedávno oficiálně povolena úcta, vzdávaná po staletí. Shromáždili se tam umělci, malíři, sochaři a architekti, neboť tam je Fra Angelico pochován († 18. února 1455). I umění je cesta ke křesťanské dokonalosti, řekl k nim Jan Pavel II. Fra Angelica prohlásil nebeským ochráncem umělců a dal jim ho za vzor, jak spojovat víru s uměleckou tvorbou, jak viditelně vést druhé k neviditelnému.[43]

- Do slavností Svatého roku patřila také 4. března mše svatá k 500. výročí smrti litevského knížete svatého Kazimíra (14581484), koncelebrovaná se zástupci některých biskupských konferencí  chtěl tak, jak sám řekl, poukázat na společné kulturní a duchovní dědictví, které spojuje evropské národy navzájem, a připomenout křesťanské kořeny, jež učinily plodnými a živí po celá staletí všechny projevy dějin na tomto světadíle. Papežově mši svaté bylo přítomno na 1000 Litevců, kteří se sjeli do Říma z celého světa.[43]

- Na Popeleční středu 7. března Svatý Otec zahájil postní dobu v kruhu římských mladých v katakombách sv. Kalixta. Po kajícím průvodu chodbami katakomb sloužil nahoře na parkovišti autobusů mši svatou, při níž posvětil popel a posypal jím hlavu na stu přisluhujících a mladých; předtím papeži udělil popelec římský vikář kardinál Hugo Poletti.[44][43]

- V předvečer svátku sv. Josefa 18. března se konalo Milostivé léto dělníků. Týden předtím připutovali do Říma k Svatému roku pracující – den nato byl svátek sv. Josefa. Sv. Otec pro ně koncelebroval mši sv. s biskupy, kteří ve své vlasti mají na starosti svět práce. V kázání mluvil o důstojnosti lidské práce. Poutníci měli odpoledne besedu se Svatým Otcem s folkloristickými výstupy a svědectvími o těžkostech pracujících.[43]

- 25. března byla Mezinárodní pouť rodin. Milostivé léto rodin mělo heslo „Rodina je nadějí světa“. Papežově mši svaté bylo přítomno na 150 000 tisíc osob, rodiny pocházely z mnoha zemí, větší skupiny byly také z Polska a Jugoslávie.[43]

- Jan Pavel II. též opakoval úkon zasvěcení světa Panně Marii, který učinil už během pouti do Fatimy 13. května 1982. Připomněl v něm, že papež Pius XII. zasvětil před čtyřiceti lety Neposkvrněnému srdci Mariinu celý svět – v roce 1942 a znovu v roce 1952. Tehdy během druhé světové války bylo zasvěcení vykonáno i v českých diecézích.[45]

Jan Pavel II. zasvětil zvláště národy, „které tohoto zasvěcení nejvíce potřebují, nebo na jejichž zasvěcení Maria čeká“. Socha Panny Marie Fatimské, originál zhotovený podle popisu tří omilostněných dětí, byl přivezen do Říma za tím účelem den předtím; z vrtulníkového letiště uvnitř Vatikánu byla nesena v průvodu do kaple svatého Pavla, přes noc byla v papežově soukromé kapli a pro obřad zasvěcení přenesena po bok papežského oltáře na náměstí před průčelím Svatopetrské baziliky.
Odpoledne a den nato byla vystavena úctě věřících u Svatého Jana v Lateráně a na poutním místě P. Marie Matky Božské lásky nedaleko Říma. Zasvěcením Jan Pavel II. splnil přání Panny Marie sdělené omilostněným dětem ve Fatimě při třetím zjevení; on sám je přesvědčen, že je jí zavázán zvláštním díkem, protože při atentátu 13. května 1981 „svou rukou vedla jinam střelu, kterou jiná ruka na něho namířila ... “ O mnoho let později prohlásil: „Snad i proto byl tento papež z »daleké země«, snad proto mělo dojít k atentátu na náměstí Svatého Petra právě 13. května 1981, v den výročí prvního zjevení ve Fatimě, aby všechno bylo průhlednější a srozumitelnější, aby bylo lépe slyšet Boží hlas, který v lidských dějinách promlouvá prostřednictvím »znamení doby«.“
- Na Květnou neděli 15. dubna vyvrcholila pouť mládeže účastí a konal se festival „Mladí hudbou vyznávají svou víru“. Nejmohutnější poutí v rámci Svatého roku byla jistě mezinárodní pouť mládeže, která vyvrcholila účastí na liturgickém procesí Květné neděle a na mši svaté a na náměstí Svatého Petra. Bylo tam na 150 000 mladých z nejrůznějších států, pro poutníky ze zemí třetího světa byl vytvořen zvláštní fond solidarity a z jeho iniciativy byli mladí hosty farností, rodin a církevních spolků.[45] Mladí si vykonali křížovou cestu v Circo Massimo, který mohl pojmout daleko více lidí, a mimo to není vyloučeno, že v něm zahynulo během pronásledování daleko více mučedníků než v Koloseu.[46]

- Do tohoto Milostivého léta bylo též zařazeno Milostivé léto sportovce; po ranním symposiu na téma „Sbratření mezi vírou a sportem“ byla odpoledne uspořádána velká manifestace s ukázkami nejrůznějších odvětví sportu. Pochodní zažehnutou u hrobu sv. Petra byl zažehnut olympijský oheň. Závěrem během mše svaté k nim promluvil Jan Pavel II. a stotisícový stadion nestačil pojmout všechny účastníky.[46]

- Na Zelený čtvrtek v rámci mše svaté myl Jan Pavel II. nohy dvanácti římským chlapcům, na Velký pátek odpoledne zpovídal dvě hodiny v bazilice svatého Petra, pak se tam zúčastnil velkopátečních obřadů. Večer konal křížovou cestu z Kolosea na terasu před bývalými pohanskými chrámy bohyň Říma a Vesty. Modlitby sám složil a vzpomenul moderních mučedníků a vyznavačů, jež moderní veřejné mínění ignoruje, ale ti všichni vítězí ve znamení Kristova kříže, a závěrem volal: „A tento kříž je zárukou, že Bůh nikdy nezmizí z lidských dějin!“ Křížové cesty se pro pěkné počasí zúčastnilo mimořádně mnoho poutníků a turistů. Pro velký nával poutníků se konaly obřady vigilie Bílé soboty poprvé na náměstí před Svatopetrskou bazilikou. U paty obelisku Svatý Otec posvětil oheň a velikonoční svíci, od níž přejali plamen poutníci shromáždění na náměstí. Dojemně působilo moře svící symbolizujících vzkříšeného Krista. Během obřadů udělil Jan Pavel II. křest 29 katechumenům ze všech světadílů od věku od 13 do 58 let. Pak jim udělil svátost biřmování. Mezi pokřtěnými byli i tři čeští krajané, které do Říma přivedl jejich misionář ze Stuttgartu, řeholní kněz Radim Valík.[46]

## ZávěrSvatého roku
Na Hod Boží velikonoční, 22. dubna 1984, Svatý rok k 1950. výročí vykupitelské smrti Kristovy skončil uzavřením Svaté brány u Svatého Petra a v ostatních třech bazilikách. Bylo 12.45, když papež Jan Pavel II. jako poslední poutník poklekl na prahu Svaté brány u vatikánské baziliky ke krátké modlitbě, políbil její veřeje, vstoupil dovnitř a po liturgické modlitbě bránu pozvolna zavřel. Říkal při tom slova: „Kristus včera i dnes, on je začátek a konec. On otevře, a nikdo nemůže zavřít, zavře a nikdo neotevře. Jeho je sláva a moc po všechny věky věků.“ Obřad byl krátký; to, co chtěl říci, Jan Pavel II. pověděl ve svém velikonočním poselství na závěr mše svaté sloužené na pódiu tváří do Svatopetrského náměstí: děkoval Bohu za dar Kristova vykoupení, za dar Svatého roku. Zavře sice Svatou bránu, ale u brány lidského srdce a současného tak souženého světa Kristus bude stát i nadále a bušit, aby byl vpuštěn dovnitř. Tím zakončil i obřady Svatého týdne.

### Statistika
Těm, kdo obřad sledovali zblízka nebo na velké obrazovce před bazilikou nebo v televizi – jejich počet se odhadoval na miliardu v celém světě – se zdálo, jako by papež bránu zavíral nerad, ještě prý se ohlédl, jako by ji chtěl otevřít znovu, ale „vše má svůj čas“, tak to řekl před chvílí a šel dál. Nenaskytne-li se nějaký mimořádný důvod, brána bude otevřena v předvečer Vánoc 1999. Byla otevřena 25. března 1983, u příležitosti 1950. výročí Kristovy smrti, a po 394 dní jí procházeli poutníci na znamení, že chtějí získat „jubilejní“ odpustky.

## Beatifikace a kanonizace

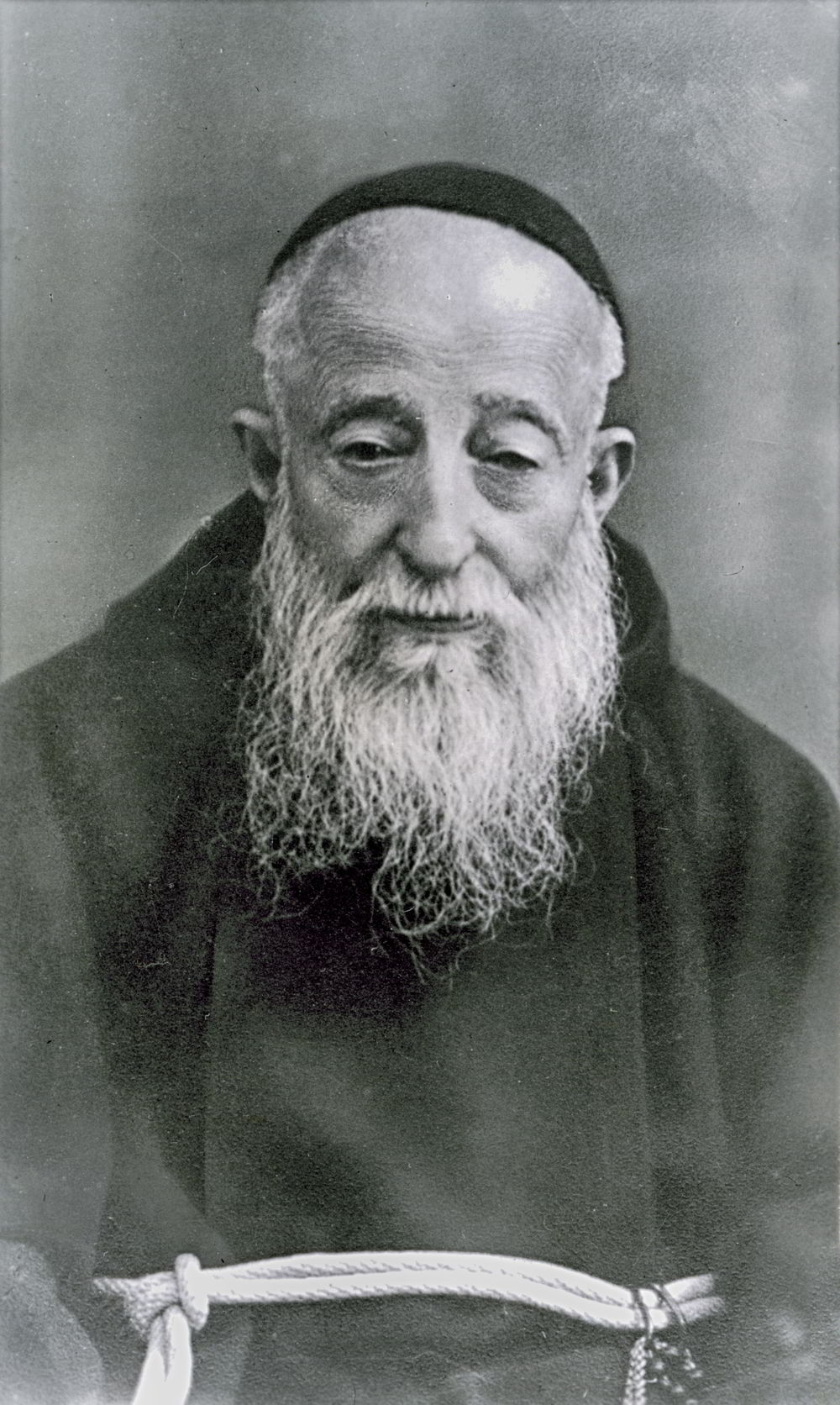
Sv. Leopold Mandić (1866–1942)

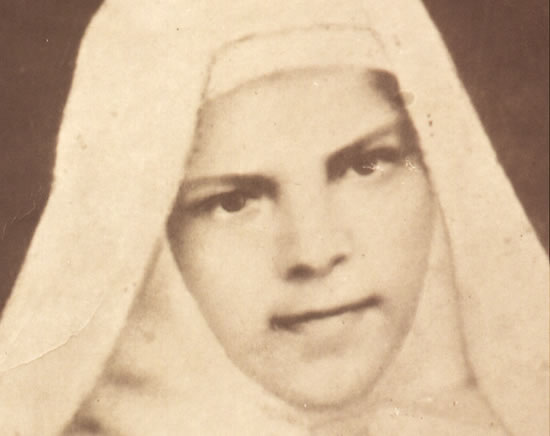
Sv. Mariam Baouardy (1846–1878)

Svatý rok byl též vhodnou příležitostí k mnoha blahořečením a svatořečením. Tak 15. května byli prohlášení za blahoslavené dva salesiáni, mučedníci tzv. boxerského pronásledování v Číně roku 1930. 16. října byl prohlášeníza svatého kapucín P. Leopold z městečka Herceg Novi v současné Černé Hoře, původním jménem Bohdan Mandić (nar. 1866), který strávil 40 let jako zpovědník v Padově. 30. října byl beatifikován palermský kněz a lékař Giacomo Cusmano († 1888), zakladatel sdružení „Sousto pro chudé (Boccone del Povero)“, baskický kněz Dominik od Nejsvětější Svátosti († 1927) a kapucínský řeholní bratr Jeremiáš z Valachie v Rumunsku († 1625), který se stal v Neapoli kapucínem a tam žil jako apoštol chudých. Je to první Rumun, jemuž se dostalo povýšení na oltář. V rámci slavností Milostivého roku Svatý Otec prohlásil 13. listopadu také blahoslavenou sestru karmelitku Marii od Ukřižovanie světě Mariam Baouardy (1846–1878), narozenou z arabské katolické rodiny melchitského obřadu poblíž Nazareta, už jako děvče málem usmrcenou, protože se nechtěla vzdát víry v Krista, do kláštera vstoupila ve Francii, jako novicka byla poslána pomoci založit klášter v Indii, a pak ještě na Karmelu a v Betlémě v Palestině. Je to první žena ze Svaté země, které se dostalo cti oltáře.

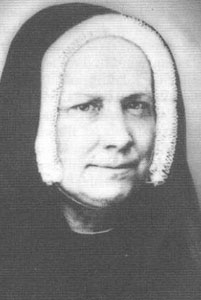
Sv. Pavla Frassinetti, zakladatelka kongregace řeholních sester od Svaté Doroty

19. února se konalo svatořečení 99 mučedníků z Angers za Francouzské revoluce v letech 1793–1794. Bylo to 12 kněží, mj. 85letý Vilém Repin, 3 řeholní sestry, 4 muži a 80 žen různého věku a sociálních vrstev. Byli odsouzeni, protože byli přítomni na mši svaté sloužené knězem, který nesložil přísahu věrnosti, jak ji předepisovala nová Revoluční ústava, nebo že těmto kněžím poskytli pomoc, že se nezřekli víry v Krista a poslušnosti Římu, a kněží že nesložili předepsanou přísahu. 15 bylo sťato guilotinou a 84 zastřeleno. Jak při slavnostním kázání, tak i při audienci poutníkům Jan Pavel II. vyzvedl jejich hrdinnou věrnost a vzpomněl i dnešních vyznavačů a mučedníků na Východě i Západě. S nimi byl prohlášen svatým též italský kněz Jan Mazzucconi, usmrcený roku 1855 v 29 letech na ostrově Woodlarku u Nové Guiney davem podníceným domácími kouzelníky, protože kázal proti zvyku zabíjet neduživá novorozeňata nebo dvojčata. Dne 11. března byla prohlášeníza svatou Pavla Frassinetti (1802–1882), zakladatelka řeholních sester od Svaté Doroty (Congregatio Sororum a Sancta Dorothea), které se věnují výchově dívčí mládeže.

## Významní poutníci
Ve velikonočním týdnu byla v proudu poutníků celá španělská královská rodina: král Juan Carlos, královna Žofie a jejich tři děti. Na podzim si vykonal pouť prezident Kolumbie Belisario Betancur. Po něm knížata lichtensteinská s rodinou, členy vlády, se skupinou poutníků – kníže František Josef II. při audienci pozval Jana Pavla II., aby navštívil jejich zemi. Na počátku následujícího roku Svatý Otec přijal v audienci bývalou rakouskou císařovnu Zitu, vdovu po císaři Karlu, spolu s třemi z jejích osmi dětí, též následníkem trůnu Ottou a dalšími členy rodiny Habsburků. V ranních hodinách byli přítomni papežově mši svaté v jeho soukromé kapli v rámci pouti k Milostivému létu. Také 400 poslanců Evropského parlamentu, členů křesťanskodemokratických stran, přijelo v té době do Říma na pouť Milostivého léta.

## České prožíváníSvatého roku

### Aktivity krajanů
V měsíci květnu si vykonaly dvě skupiny našich krajanů ze Švýcarska a z Frankfurtu v Německu pod vedením svých misionářů, P. Šimčíka a Holase, pouť do Říma v rámci Milostivého léta. Kromě tradičních návštěv v hlavních bazilikách měli na programu též mši svatou u Svatého Vojtěcha na Tiberském ostrově – aby uctili 1000. výročí jeho biskupského svěcení – a zájezd do Bolseny a Orvieta, známých eucharistickým zázrakem. 10. srpna se této audience zúčastnila skupina českých dětí ze Švýcarska, které byly na prázdninách v Anziu u moře, a poutníci z Londýna, vedení jezuitou P. Langem. „Kéž Bůh žehná vaší církvi, která právě před tisíci lety dostala ve svatém Vojtěchovi prvního biskupa české krve,“ řekl k nim. 31. srpna skauti ze Stuttgartu s P. Radimem Valíkem a 7. září naši krajané od Norimberka se svým misionářem Otcem Pavlem Kučerou a z Chicaga s Otcem Vojtěchem Vítem. Generální audience 7. března se na sklonku jubilejního roku zúčastnila též skupina 40 našich krajanů ze Švýcarska, poutníků k Svatému roku, vedených misionáři saleziánem Josefem Šimčíkem a Janem Birkou.

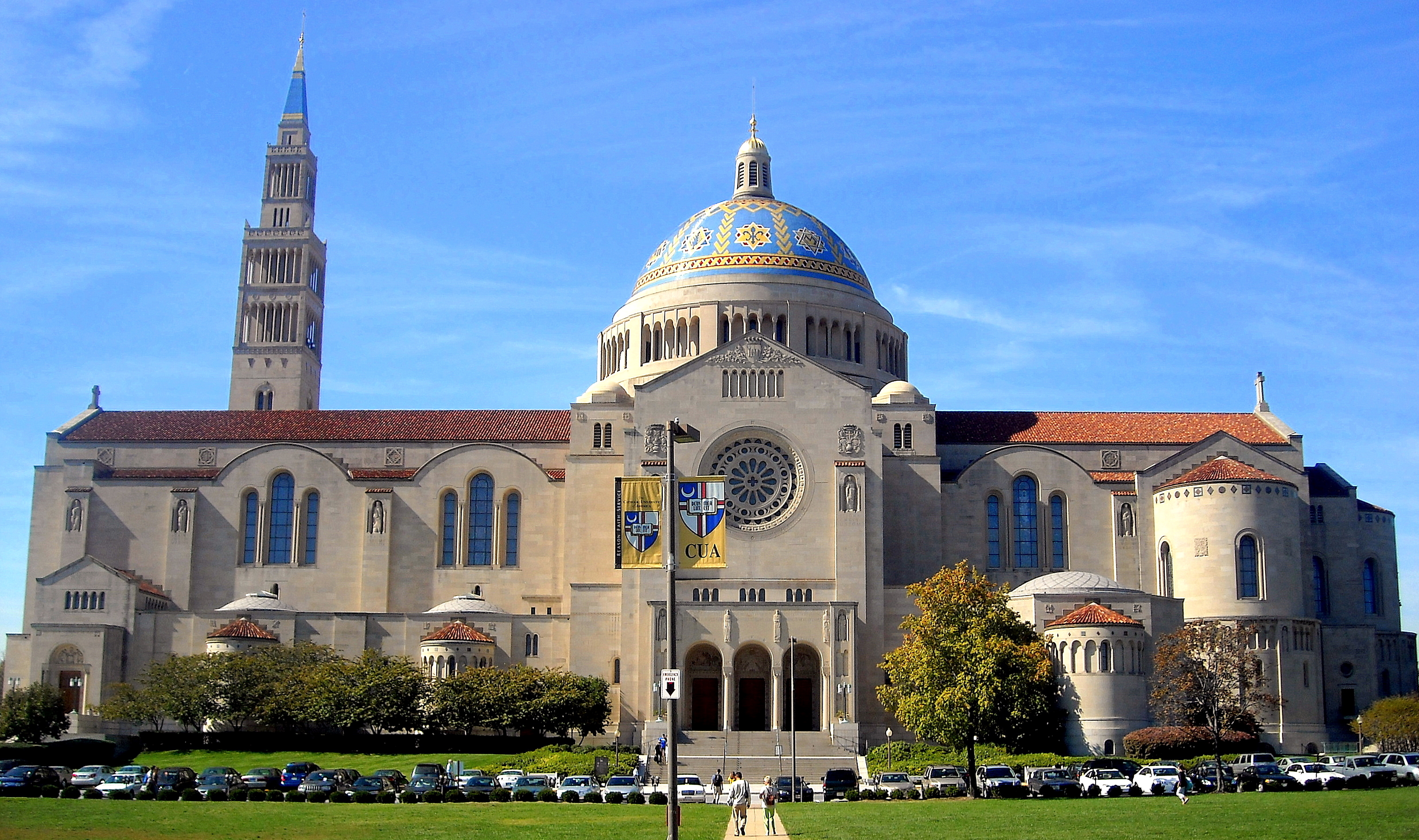
Bazilika Neposkvrněného početí P. Marie ve Washingtonu s českou kaplí Světlo P. Marie na Svatém Hostýně

V rámci Svatého roku byla též 26. června 1983 posvěcena Česká kaple v Národní svatyni Panny Marie Neposkvrněné ve Washingtonu. V benediktinském opatství svatého Prokopa v Lisle u Chicaga se konala 23. října první národní pouť k soše Panny Marie v exilu na pozemku benediktinské Koleje svatého Prokopa za účasti četných krajanů až z Kanady a rozhodnuto, že se pouť bude konat každoročně, pod patronátem opata Valentina Skluzáčka. Pouti se konaly až do roku 1994, kdy byla socha převezena do Prahy a umístěna nad Prahou před Strahovským klášterem. Na památku 1000. výročí biskupského svěcení sv. Vojtěcha byla též biskupem Škarvadou 26. listopadu posvěcena v benediktinském klášterním kostele v Norci socha světcova od krajanského umělce Jana Tesaře.

### Pokračující pronásledování

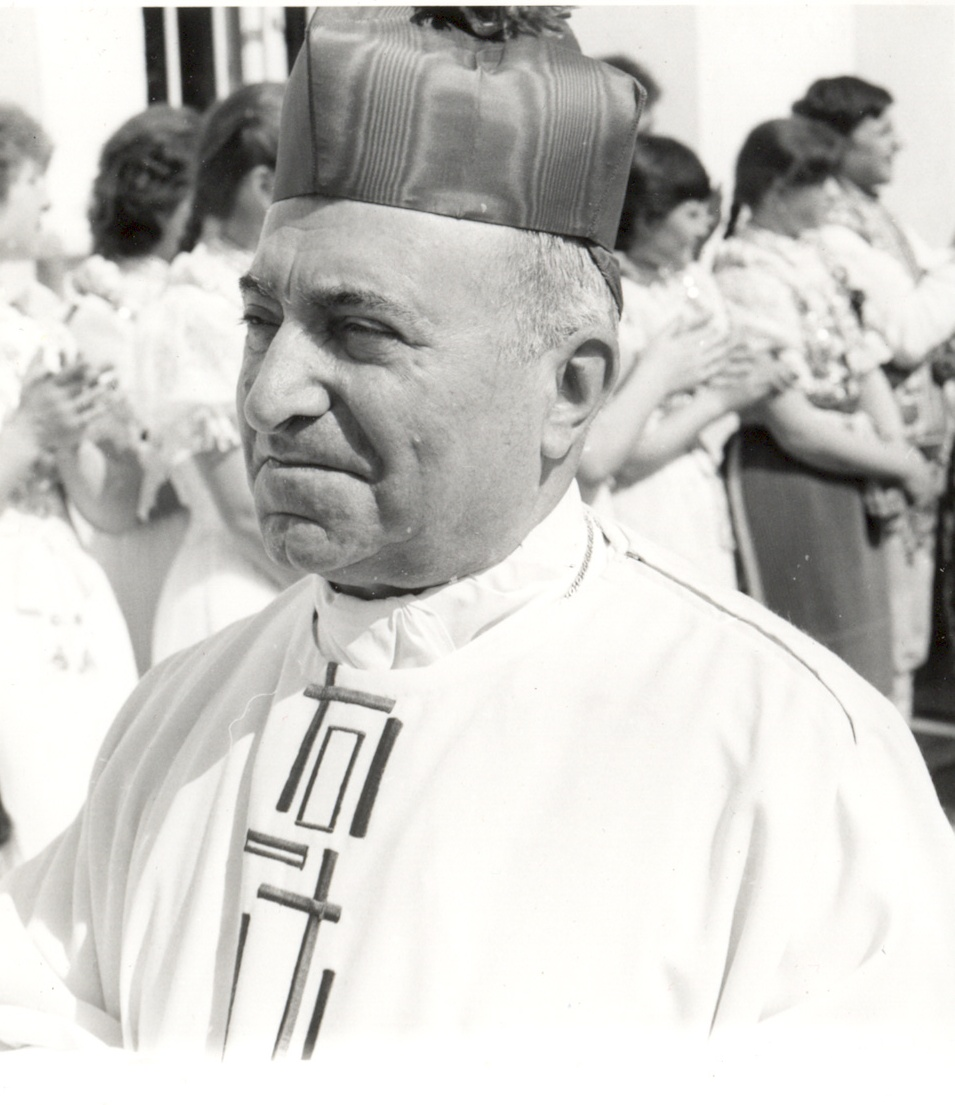
Luigi Poggi při Národní pouti na Velehradě 5. července 1985

I během Svatého roku pokračovalo v Československu pronásledování církve. V září došlo k dvěma procesům: 30. září v Plzni dva kněží, tajní františkáni Jiří Mazanec a František Pometlo, byli odsouzeni k 8 a 6 měsícům podmíněně odvolacím soudem za šíření samizdatové „Serafínské cesty“ a dva laici 23. září v Šumperku za organizování modlitebních náboženských schůzek. Ve dnech 29. února až 3. března dlela v Praze delegace Svatého stolce: nuncius Luigi Poggi s P. Johnem Bukovským. Obě strany „vyjádřily svá stanoviska k otázkám společného zájmu“, které měly být předmětem dalších jednání.
Pouti do Říma k Svatému roku organizované sdružením „Pacem in terris“ se zúčastnilo 85 kněží. V Římě byli jen plné tři dny; navštívili hlavní římské baziliky a 29. 2. byli přítomni generální audienci jako „poutníci“, tak pro ně požádala o vstupenky italská turistická kancelář, která se spolu s Čedokem o pouť starala. Ti, kteří na okamžik unikli přísnému dozoru, si stěžovali na zcela nedostatečnou organizaci, průvodci jako by si neuvědomovali, že velká většina brala cestu jako opravdovou pouť. O římské pouti koncem února pořádané hnutím přinesly Katolické noviny jen krátkou zprávu, že je Svatý Otec oslovil, ale jeho slova nebyla uveřejněna. Široce se však noviny rozepsaly o návštěvě představitelů katolické církve a členů PIT v Moskvě, kteří tam s bánskobystrickým biskupem Ferancem přijeli na pozvání ruské pravoslavné církve a byli přijati patriarchou Pimenem.

## Ohlasy

### Vatikánská muzea
Mnoho poutníků využilo svého pobytu v Římě k zhlédnutí nedocenitelných kulturních památek města. Od ledna do září navštívilo vatikánská muzea na milion a půl osob, o 20% více než v předešlém roce. Ve vatikánských muzeích byla uspořádána výstava dokumentů, rytin a obrazů o Milostivých létech, která byla slavena v minulosti. Byla znovu, jako v roce 1975, vystavena např. bula, kterou Bonifác VIII. vyhlásil první Milostivé léto v roce 1300, bula Klementa VI. z roku 1343, jíž se rozhoduje, že se Svatý rok má konat každých 50 let, Bonifáce IX., jíž se tato doba snižuje na 33 let a konečně Pavla II. z roku 1470, že to má být jen 25 let. Nejstarší vystavená „Kniha poutníka“ je ze Svatého roku 1500, kdy byl papežem Alexandr VI.

### Turínské plátno
I jiná neméně významná událost proběhla během Svatého roku tiskem. Svatý Otec přijal vykonavatele závěti bývalého italského krále Umberta: bývalého bulharského krále Simeona a hessenského lankraběte Mořice spolu s dalšími členy královské rodiny savojské, jako princeznu Marinu, manželku následníka italského trůnu Viktora Emanuela. Ti před audiencí spolu s kardinálem Casarolim podepsali protokol, jímž tzv. Turínské plátno, do něhož bylo zabaleno mrtvé tělo Kristovo, přechází v majetnictví Svatého stolce, a zlatá růže, kterou od papeže Pia XI. dostala královna Helena v roce 1929, do pokladnice Lateránské baziliky.

### Ve světě

Benediktinské opatství Zesnutí Panny Marie v Jeruzalémě

Do Svaté země přijelo na Vánoce Svatého roku mnohem méně poutníků, patrně kvůli neklidné situaci v sousedním Libanonu a atentátům provedeným extrémními židovskými skupinami proti františkánskému klášteru při Večeřadle na hoře Sion, proti benediktinskému klášteru Zesnutí Panny Marie, řecko-pravoslavnému semináři a anglikánskému kostelu v západní části Jeruzaléma. V Libanonu se zúčastnili půlnoční mše svaté pouze vojáci mnohonárodních jednotek, v zemích Střední Ameriky volal světící biskup v San Salvadoru po míru a vyzýval k odložení zbraní, neboť tam bylo do 15. prosince roku 1983 zavražděno 6 096 osob, v Jugoslávii se mohly rodiny sejít u vánočního stolu a jít na bohoslužby. Boží Hod totiž připadl na neděli, kdy nebylo třeba jít do školy a do práce, neboť tam byly zrušeny všechny náboženské svátky, v USA řádila zima nevídaná od roku 1872, takže mnohde byla odřeknuta půlnoční a farní sály a kostely se otevřely bezdomovcům.
Podle Prohlášení kongregace pro nauku víry z 26. listopadu 1983 zůstal nezměněn úsudek církve o zednářství, třebas v novém církevním zákoníku vyhlášeném téhož roku o něm není výslovná zmínka; je zahrnut v odstavci o sdruženích, jejichž nauka je neslučitelná s učením církve. Věřící tedy nesmí do nich vstupovat, a jsou-li jejich členy, nemohou k svatému přijímání.

### Turisticko-poutnická bilance
Dny po skončení Svatého roku přinesly první bilance: Podle Italského turistického centra navštívilo Řím nepochybně daleko víc poutníků než v roce 1975. Odhady mluví o 15–16 milionech, z nichž velká část, zvláště Italů a mladých, ráno přijela a večer odjela.
Stejně jako v roce 1975 přijížděli do Říma často na konec týdne autobusy přes noc, vraceli se zpět domů opět v noci, aby mohli v neděli přijmout obvyklé papežské požehnání. Jídlo si opět vozili s sebou z domova a často je bylo možno, stejně tak jako v roce 1975, vidět posedávat při tomto poutním obědě v kolonádách Svatopetrského náměstí a před římskými bazilikami. Majitelé římských restaurací z takových poutníků měli pramalou radost. Byla to generace nová, jíž postačily texasky jako součást módní uniformy. Mnoho poutníků opravdu připutovalo pěšky, někteří i z čistě osobních důvodů, například na znamení protestu, za mír, za zákaz atomových zbraní; ale mnozí opravdu s nevšedními oběťmi. A jiní přicházeli s nadějí najít cosi, co by dodalo jejich životu nový směr a smysl. Všechny baziliky bývaly po celý den přeplněny poutníky, kteří podle svědectví mnohých jako by znovu objevili význam svátosti smíření, zpovědi – v bazilikách nikdy nebylo dost zpovědníků.